# Kaznenopravne sankcije
Pod kaznenopravne sankcije razumjevaju se sve državne mjere izrečene u kaznenom postupku počiniteljima kaznenog djela koja se sastoji u gubitku ili ograničenju njihova prava.
Hrvatski pravni sustav u načelu prihvaća dualističku konccepciju kaznenopravnih sankcija koja ih dijeli na kazne i sigurnosne mjere.
Kaznenopravne sankcije su: kazne, mjere upozorenja (sudska opomena i uvjetna osuda), sigurnosne mjere, odgojne mjere.
Kazneni zakon ne smatra sankcijama oduzimanje imovinske koristi, javno objavljivanje presude i pravne posljedice osude.
Pored sankcija postoje i reakcije na kazneno djelo koje nisu propisane zakonom - neformalne sankcije.